# David Bek (opera)
David Bek (též psáno David Beg, David-bek, v arménském originále Դավիթ Բեկ) je opera o třech dějstvích arménského skladatele Armena Tigranjana na vlastní libreto podle stejnojmenného románu Raffiho (vl. jm. Hakob Melik Hakobjan, 1835–1888) z let 1880–1882.

## Vznik, charakteristika a historie opery
Skladatel Armen Tigranjan se od své Anuš dokončené roku 1912 opeře nevěnoval až do sklonku svého života. Události druhé světové války jej přivedly k myšlence napsat novou operu na žádané hrdinské téma, přičemž osobnost Davida Beka byla v té době využívána k vlastenecké propagandě, jejímž výrazem byl mj. arménský film David Bek z roku 1944. Skladatel operu v podstatě dokončil roku 1949 a byla programována její premiéra v jerevanském operním divadle, ale již v únoru roku 1950 Tigranjan zemřel. Konečné úpravy libreta opery proto provedl A. Ter-Hovhannisjan a úpravy hudby – především v orchestraci – Levon Hodža-Ejnatov a G. Budagjan. Premiéra se konala 3. listopadu 1950.
Opera odpovídala požadavkům dobové ideologie i estetiky. Námětem je vlastenecký boj arménských (karabašských) hrdinů proti uchvatitelům za vzájemné pomoci zakavkazských národů (gruzínský král Vachtang VI.) a s blahovolnou podporou Ruska. Hudba je novoromantická, opera svou strukturou vychází ze schémat ruské opery 19. století s výraznou úlohou sborů (lidového kolektivu), současně obsahuje mnoho názvuků arménského folklóru – ale též ruského a perského k charakterizaci příslušných národností – a dokládá Tigranjanův melodický dar. Tigranjan zde využil více přímých citátů, zejména známou píseň „I nindž maned ark‘ajakan“ známého ašuga (lidového pěvce) Paghdasara Dpira.
Roku 1956 ji arménské divadlo představilo na hostování v Moskvě.
Opera zůstala pouze na repertoáru jerevanského divadla. Svou popularitou nedosáhla na Anuš, která je nadále považována za Tigranjanovo vrcholné dílo.

## Osoby
- Vachtang VI., král gruzínský – bas
- Tamar, jeho neteř – mezzosoprán
- David Bek, arménský hrdina, její ženich – bas
- Stepanos Šaumjan, jeho spolubojovník – tenor
- Šušan, jeho snoubenka – soprán
- Santur, arménský hrdina – tenor
- Anahit, Šušanina důvěrnice – mezzosoprán
- Tanuter, vesnický staršina – tenor
- Starý voják – baryton
- Perský chán – bas
- Ahmedt, eunuch v chánově harému – tenor
- Velitel palácových stráží – baryton
- Melik, Šušanin otec, přeběhlík – bas
- Vyslanec Petra I. – basbaryton
- Chánovi dvořané, arménští a perští vojáci, stráže, ženy v harému, lid

## Děj opery
Odehrává se v Arménii v letech 1722–1723.

### 1. dějství
Arménští povstalci, podporovaní nepřímo ruským carem, bojují proti Perské říši. Do boje právě svůj lid vyzývá jeden z arménských vůdců, Santur. Perskému chánovi se totiž podařilo zajmout jiného hrdinu, udatného Šaumjana. kterému hrozí poprava, nebude-li včas osvobozen.
Osvobození se povede, a to zejména díky pomoci tajného přívržence arménské věci u chánova dvora, totiž eunucha Ahmedta. Perský chán zuří a klade vinu strážci nad vězni, jímž je arménský velmož a renegát Malik. Chán mu hrozí popravou, nebude-li uprchlý vězeň znovu dopaden. Malik svého pána ujišťuje, že se tak stane: v chánově harému zůstává Malikova dcera Šušan, kdysi Šaumianova snoubenka, pro kterou se její ženich jistě pokusí vrátit a při tom bude znovu lapen.

### 2. dějství
Gruzínský král Vachtang VI. zaslíbil svou neteř Tamar dalšímu z arménských vůdců, Davidu Bekovi, a toho dosadil do čela svého vojska. Ženy a dívky z králova dvora blahopřejí Tamar k nadcházejícímu sňatku. Z Arménie přichází poselstvo k Davidu Bekovi a prosí jej, aby se konečně navrátil do vlasti a vedl svůj lid do boje proti Peršanům. S královým svolením se David Bek vydává na cestu.
David Bek sestavil vojsko, které již dosáhlo vítězství v několika bitvách a chystá se na další, rozhodující. Vojevůdce povzbuzuje lid a tvrdí, že vítězství je na dosah ruky; vyslanec Petra I. je totiž ujišťuje podporou mocného cara vší Rusi. Pro zdar nejnovějšího vojenského plánu je nezbytné, aby Šaumjan a Santur potají pronikli do perské pevnosti Ceri a otevřeli její brány útoku arménských oddílů.

### 3. dějství
V harému perského chána utěšuje eunuch Ahmedt nešťastnou Šušan. Odhalí jí, že je sám Armén a podporuje arménské povstalce, a ujišťuje ji, že se Šaumjanovi podařilo uniknout ze zajetí a že se pro svou snoubenku brzy vrátí. A skutečně, vzápětí se objeví Šaumjan a Santur, kterým se podařilo vkrást se do chánovy pevnosti. Narazí na Ahmedta a ten je přivádí k Šušan. Šaumjan a Šušan se radují ze shledání, není však radno marnit čas.
Začíná arménský útok a oba bojovníci s Ahmedtem se mu snaží zevnitř pomoci. Zakládají oheň, který se rychle šíří. Pevnost je brzy v jednom plameni a začíná se hroutit. Arménské vojsko ji proto snadno dobývá. Santur chce sám donést zprávu o pádu pevnosti Davidu Bekovi, ale je cestou smrtelně zraněn.
Arméni oslavují vítězství a zároveň truchlí nad Santurem, jemuž vystrojují slavnostní pohřeb hodný hrdiny.

## Diskografie
- 1982 (С10-18875-82). Hrají a zpívají (David Bek) Miran Erkat, (Šaumjan) Tigran Levonjan, (Šušan) Kohar Kasparjan, (Santur) Ruben Sahakian, (Vachtang VI.) Gevorg Jegiazarjan, (Tamar) Marietta Antonjan, (Melik) Boris Grekov, (šach) V. Artjunov. Sbor a orchestr Jerevanského státního divadla opery a baletu A. Spendiarjana řídí Jurij Davtjan.[5]